# Afghanistans damlandslag i volleyboll
Afghanistans damlandslag i volleyboll har representerat Afghanistan i volleyboll på damsidan. Laget deltog i  CAVA-mästerskapen 2019 där de kom femma av fem lag. Laget har stöd av Afganistans volleybollförbund och Afghanistans olympiska kommitté och består sedan talibanernas maktövertagande av spelare som flytt Afghanistan.

### Fotnoter
1. ↑  ”Nepal capture asian senior women's central zone championship with unbeaten record” (på engelska). Asian Volleyball Confederation. https://asianvolleyball.net/new/nepal-capture-asian-senior-womens-central-zone-championship-with-unbeaten-record/. Läst 12 februari 2023.
2. ↑  ”Islamic Solidarity Games Women - Standing” (på engelska). Turkiets volleybollförbund. https://tvf-web.dataproject.com/CompetitionStandings.aspx?ID=85&PID=165. Läst 15 februari 2023.
3. ↑  ”Displaced Afghan women athletes defy Taliban at Asian Games” (på engelska). Reuters. 27 september 2023. https://www.reuters.com/sports/displaced-afghan-women-athletes-defy-taliban-asian-games-2023-09-27/. Läst 6 augusti 2024.
4. ↑  ”Daily bulletin No. 6” (på engelska). AVC. 13 november 2019. https://asianvolleyball.net/new/wp-content/uploads/2019/11/ACW2019-BulletinNo.6-rev01.pdf. Läst 12 februari 2023.
5. ↑  ”Afghanistan to send 17 female athletes to Asian Games” (på engelska). Reuters. 6 september 2023. https://www.reuters.com/sports/afghanistan-send-17-female-athletes-asian-games-2023-09-06/. Läst 23 oktober 2023.
6. ↑  ”Games-displaced Afghan women athletes defy Taliban at Asian Games” (på engelska). Japan Times. 28 september 2023. https://www.japantimes.co.jp/sports/2023/09/28/more-sports/afghan-asian-games-taliban/. Läst 23 oktober 2023.